# Museo Arqueológico de Arjanes
El Museo Arqueológico de Arjanes es un museo de Grecia ubicado en Arjanes, en Creta. Está activo desde 1993 y se ubica en un edificio neoclásico que anteriormente había tenido función de escuela.

## Colecciones
El museo contiene principalmente objetos pertenecientes a la civilización minoica tales como recipientes de cerámica y de piedra procedentes de los sitios arqueológicos de Turkogitonia (donde se hallaba el palacio de Arjanes), Anemospilia y Furní. Hay también algunas reproducciones de piezas destacadas de esos yacimientos arqueológicos cuyos originales se conservan en el Museo Arqueológico de Heraclión.
Entre los objetos expuestos pueden destacarse los sarcófagos y las variadas piezas de cerámica de la necrópolis de Furní, la exposición de un enterramiento con su ajuar funerario tal como se encontraba cuando fue sacado a la luz y una lámpara de piedra. 
También se hallan copias de figurillas cicládicas, una copia de un sistro (un instrumento musical), así como herramientas de piedra de Arjanes, fragmentos de frescos que originalmente tenían representaciones de vegetales y animales y dos piezas de marfil. Otra sección del museo está dedicada a las prácticas religiosas, donde principalmente se exponen objetos relacionados con el santuario de Anemospilia. También hay un altar de mármol post-minoico. Por otra parte, se exponen hallazgos relacionados con la vida cotidiana de los minoicos, como las actividades textiles y la alimentación.  

|                                                       |
| Jarra funeraria procedente de Furní (2100–1950 a. C.) |

|                                                 |
| Figurillas zoomórficas de Furní y Turkogitonia. |

|                                         |
| Sarcófago infantil encontrado en Furní. |

| |
| Fragmentos de una píxide de marfil donde aparecía representado un león. Procede de una tumba micénica de Furní. |